# Егон Ервін Кіш

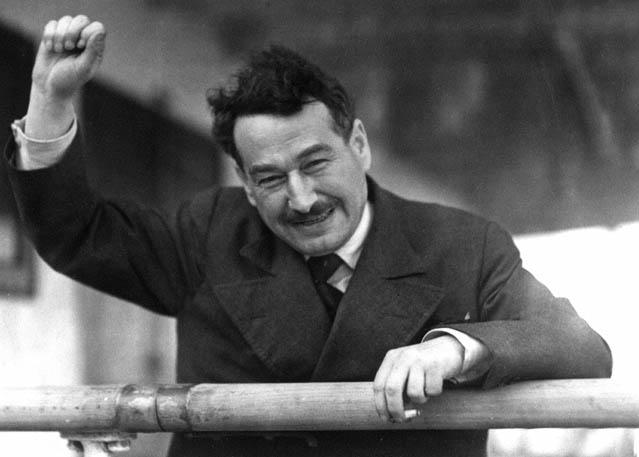
Егон Кіш у Мельбурні в 1934 році.

Еґон Ервін Кіш (29 квітня 1885 року — 31 березня 1948 року) — австрійський та чехословацький письменник і журналіст, який писав німецькою мовою. Він назвав себе «Рейсинг-репортер» за незліченну кількість подорожей по далеких куточках земної кулі та не менш численні статті.

## Біографія
Кіш народився в багатій німецькомовній сефардській єврейській родині в Празі, на той час частині Австро-Угорської імперії, і розпочав свою журналістську кар'єру як репортер празької німецькомовної газети "Богемія " у 1906 році. Його ранні роботи характеризуються інтересом до злочинності та життям празьких бідних. Його найбільш помітною історією цього періоду було розкриття шпигунського скандалу за участю Альфреда Редла.
З початком Першої світової війни Кіш був призваний на військову службу і став капралом австрійської армії. Він воював на передовій у Сербії та Карпатах. У 1916 році він був ненадовго ув'язнений за публікацію доповідей з фронту, які критикували ведення війни австрійських військових, пізніше служив у прес-службі армії разом з колегами-письменниками Францем Верфелем та Робертом Музілем.

### Комуніст
Війна радикалізувала Кіша. У жовтні 1918 року він дезертирував, коли війна закінчувалася, і зіграв провідну роль у невдалій лівій революції у Відні в листопаді того ж року. Роман Верфеля « Barbara oder die Frömmigkeit» (1929) змальовує події цього періоду, а Кіш був натхненням для одного з героїв роману. Хоча революція зазнала невдачі, в 1919 році Кіш став членом Австрійської комуністичної партії і залишився комуністом до кінця свого життя.
У період з 1921 по 1930 рік Кіш проживав переважно в Берліні, де його творчість знайшла нову та вдячну аудиторію. У книгах зібраної публіцистики він культивував образ дотепного, пишного репортера, який завжди був у русі, сигарета затиснута між його губ.

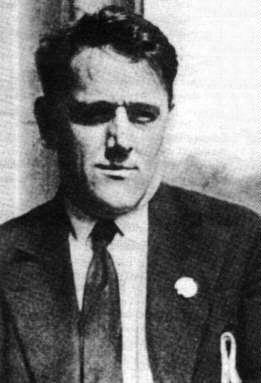
Віллі Мюнценберг відправив Егона Кіша для пропаганди Комінтерну у всьому світі.

З 1925 року Кіш був спікером та оперуповноваженим комуністичного інтернаціоналу та старшим діячем у видавничій імперії західноєвропейського відділення Комінтерну, яким керував комуністичний пропагандист Віллі Мюнценберг.
Наприкінці двадцятих і на початку тридцятих років Кіш написав серію книг, в яких описує свої подорожі до Російської СФСР, США, Радянської Центральної Азії та Китаю. Ці твори мають більший вплив на комуністичну політику Кіша. У той час як у своїх попередніх збірниках репортажу він прямо заявив, що репортер повинен залишатися неупередженим, Кіш відчув, що письменнику необхідно політично взаємодіяти з тим, про що він пише.

### Вигнання
28 лютого 1933 року, на наступний день після пожежі в Рейхстазі, Кіш був одним із багатьох видатних противників нацизму, якого слід було арештувати. Його ненадовго ув'язнили у в'язниці Шпандау, але як громадянина Чехословаччини вислали з Німеччини. Його твори були заборонені та спалені в Німеччині, але він продовжував писати, засвідчуючи жахи нацистського захоплення.
У роки між « Махтергрейфунгом» та початком Другої світової війни Кіш продовжував багато їздити, щоб доповідати та публічно виступати в справі антифашизму.

### Спроба вигнання з Австралії

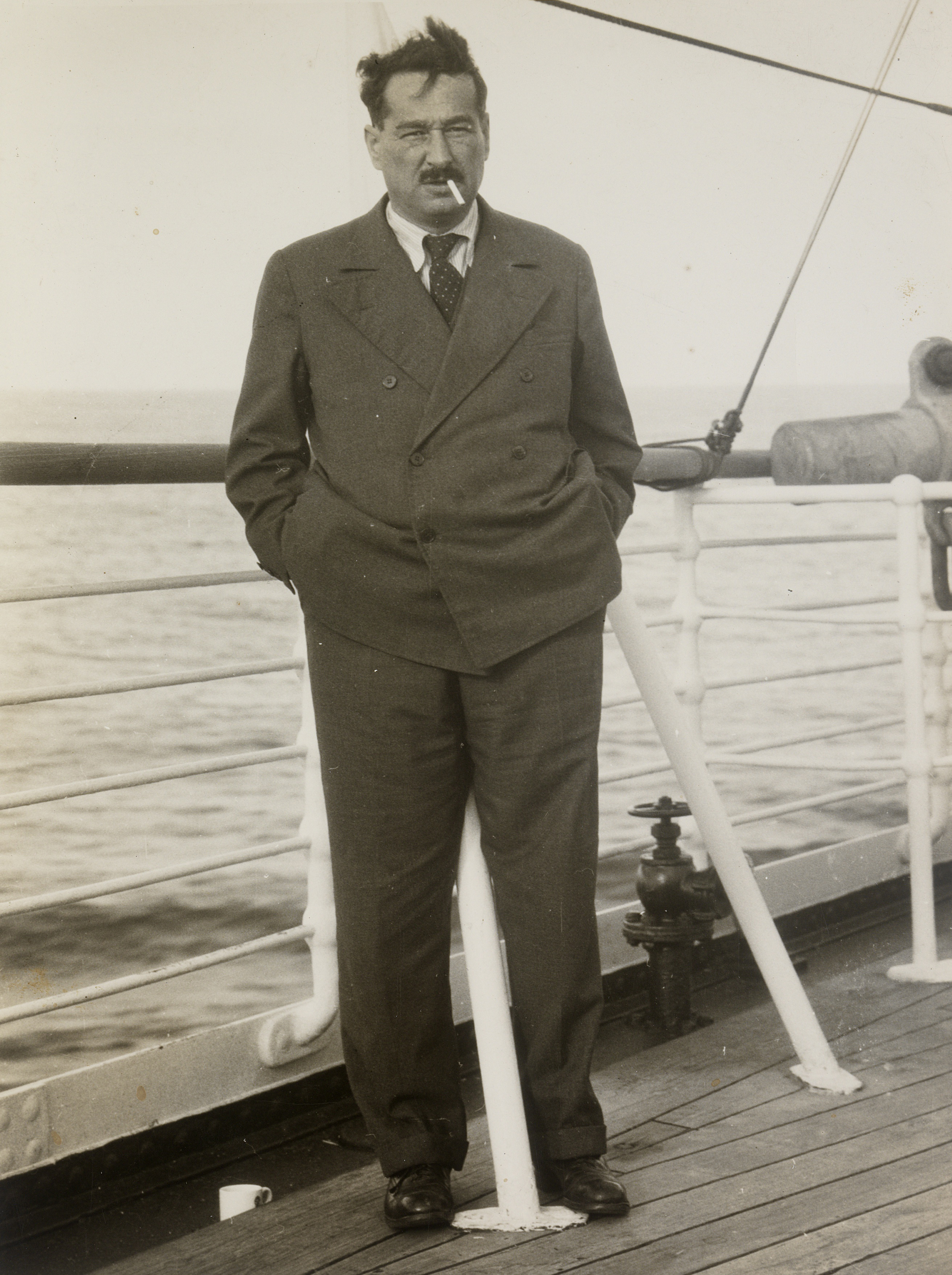
Егон Кіш на борту «Стратхард», що прямував до Австралії; Листопад 1934 року.

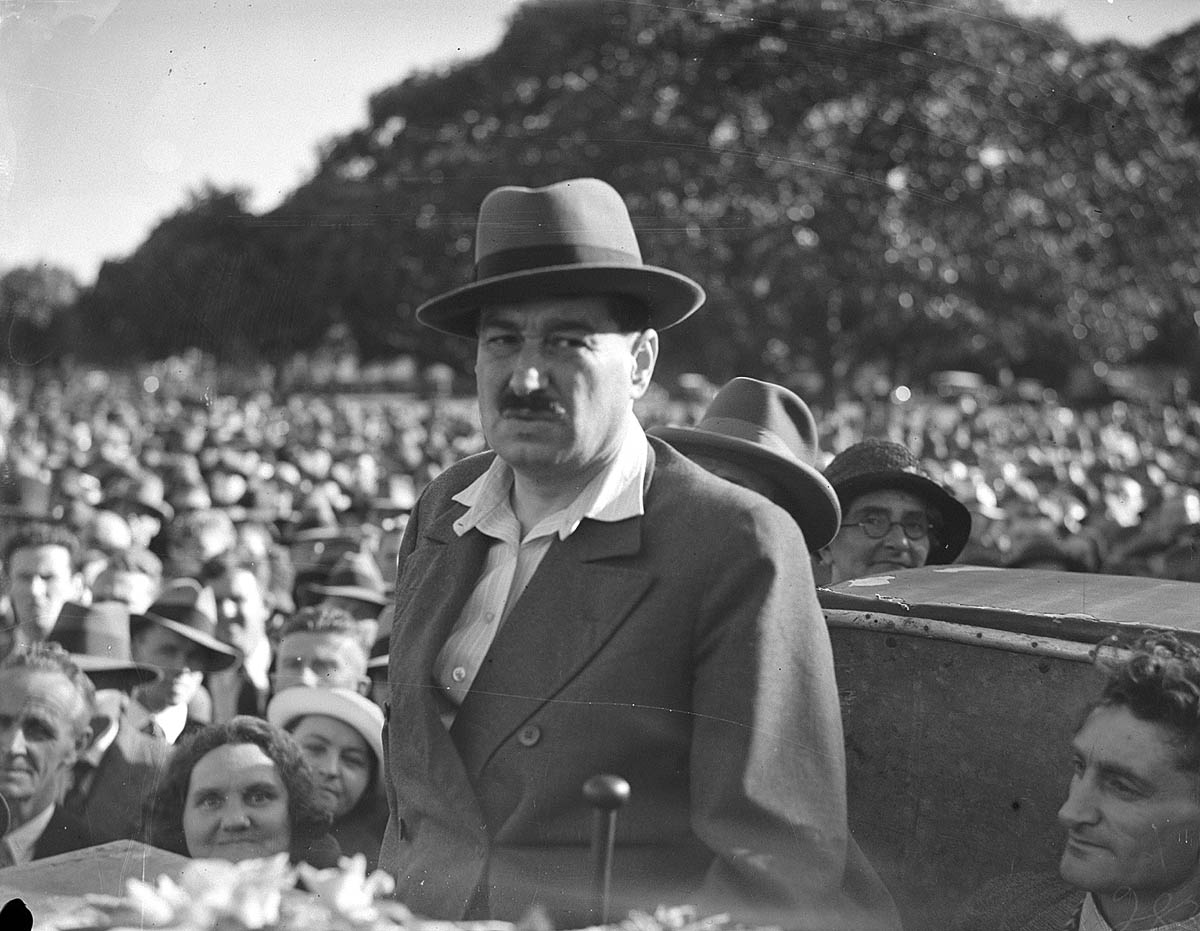
17 лютого 1935 року чеський журналіст Егон Кіш

Візит Кіша до Австралії як делегата в 1934 р. був зафіксований у його книзі Австралійський зсув, (1937). Правий австралійський уряд відмовив Кішу у в'їзді з корабля у Фрімантлі та Мельбурні через його попереднє виключення з Великої Британії. Потім Кіш взяв справу у свої руки. Він стрибнув за п'ять метрів з палуби свого корабля на набережну в Мельбурні, зламавши ногу. Його повернули на борт, але ця драматична акція мобілізувала австралійських лівих на підтримку Кіша. Як тільки Кіш був звільнений, його повторно заарештували і був одним із дуже небагатьох європейців, котрий не пройшов тест з різних європейських мов. Офіцер, який випробовував його, виріс на півночі Шотландії, але не мав особливого розуміння самого шотландського геля. Суд встановив, що шотландська гельська мова не відповідає справедливому змісту Закону мовний тест, який існував для переселенців у Австралію, і скасував засудження Кіша за нелегальну імміграцію.
17 лютого 1935 р. Кіш звернувся до 18 000 натовпів у Сіднейському домені, попереджаючи про небезпеку гітлерівського нацистського режиму, чергову війну та концтабори.

### Іспанія, Франція, США та Мексика
У 1937 і 1938 рр. Кіш перебував в Іспанії, куди в Іспанську громадянську війну потрапили ліві з усього світу. Він об'їздив країну, виступаючи в республіканській справі, і його звіти з передової лінії широко публікувались.
Після Мюнхенської угоди 1938 року та наступної нацистської окупації Богемії через півроку Кіш не зміг повернутися до країни, де він народився. Після того, як почалася війна, Париж, який він зробив своїм головним будинком з 1933 року, також став занадто небезпечним для відвертого єврейського комуніста. Наприкінці 1939 року Кіш та його дружина Гізела відплили до Нью-Йорка, де йому знову відмовили у в'їзді. Врешті-решт він висадився на острові Елліс, транзитну візу він переніс до Мексики лише в жовтні 1940 року.
Наступні п'ять років він залишався в Мексиці, один із кола європейських комуністичних біженців, серед яких були Анна Сегерс та Людвіг Ренн, а також німецько-чеська письменниця Ленка Рейнерова. Він продовжував писати, випустивши книгу про Мексику та мемуари Ярмарок сенсацій (1941).

### Спадщина
Кіш помер від інсульту через два роки після повернення до Праги, незабаром після того, як комуністична партія захопила повну владу. Кіш похований на кладовищі Виногради, Прага, Чехія.
Життя і творчість Кіша вважалися зразковими в ГДР. Коли журнал " Штерн " заснував престижну нагороду за німецьку журналістику в 1977 році, він був названий премією імені Егона Ервіна Кіша на його честь.
Робота Кіша як письменника та комуністичного журналіста надихнула австралійських лівих інтелектуалів та письменників, таких як Кетрін Сюзанна Причард, Е. Дж. Брейді, Венс та Нетті Палмер та Луїс Ессон. Ця група сформувала ядро того, яке згодом перетворилося на Лігу письменників
Кіш з'явився як персонаж у романах австралійських авторів. Не називаючи його імені, його візит до Австралії, стрибок з корабля та судова справа, що оскаржує дійсність мовного іспиту, згадуються в " Ride on Stranger " Кайлі Теннант (1943). Він є другорядним персонажем у фільмі Френка Харді « Влада без слави» (1950), який був знятий для телебачення в (1976), і виконує центральну, якщо не вигадану роль, у фільмі Ніколаса Хаслука « Наша людина К» (1999). Він з'являється в детективному романі Суларі Джентілл «Прокладання нової дороги» (2012) разом з іншими реальними особами, такими як Ненсі Вейк і Юніті Мітфорд.

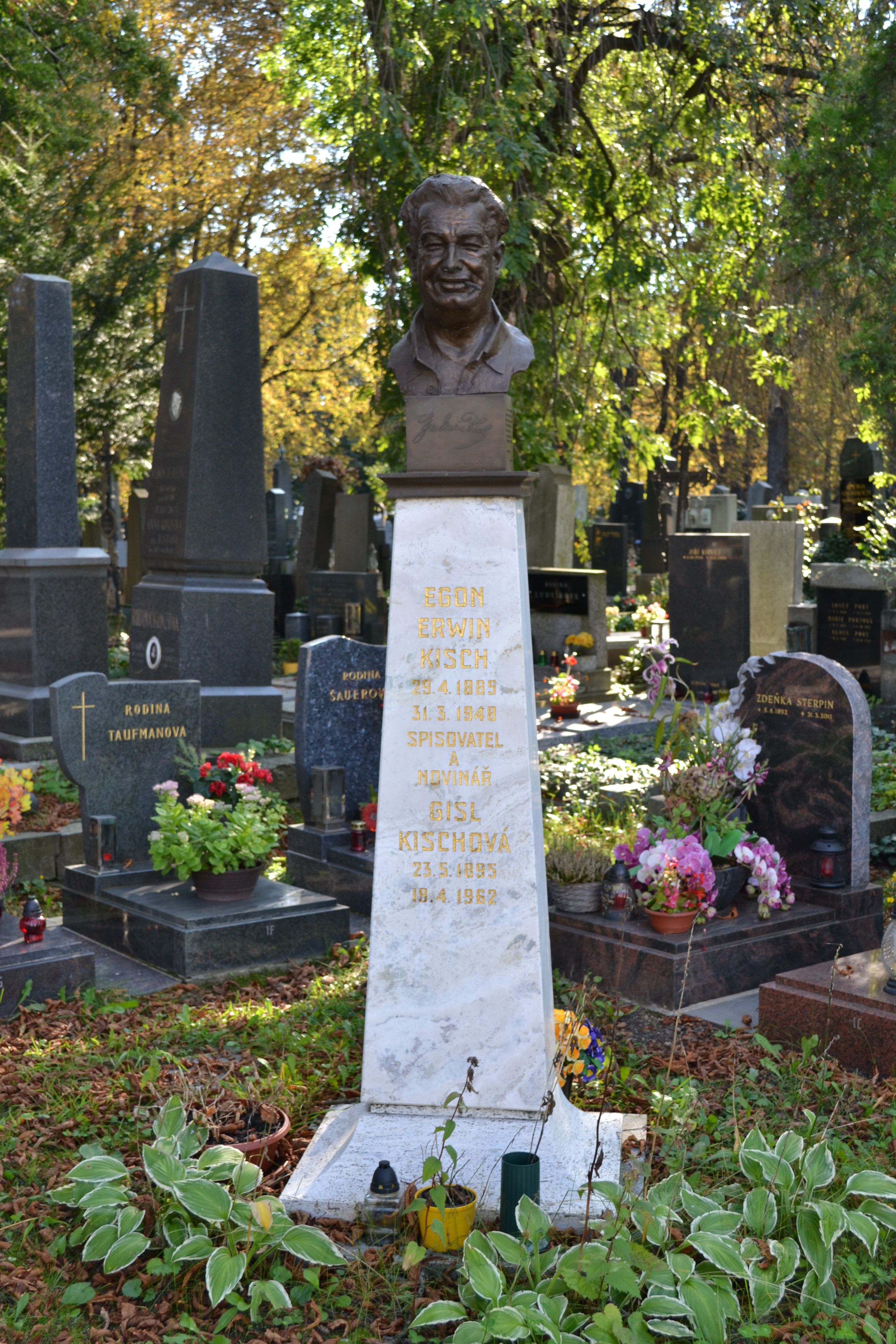
Могила Егона Ервіна Кіша на кладовищі Виногради в Празі